# Tequileros de Jalisco
Los Tequileros de Jalisco son un equipo mexicano de fútbol americano con sede en Zapopan, Jalisco. Compiten en la liga International Football Alliance (IFA) y juegan sus partidos como local en el Estadio Panamericano de Hockey.

## Historia
Los Tequileros de Jalisco fueron creados en 2018 y son uno de los cinco equipos fundadores de la liga Fútbol Americano de México (FAM), una liga de fútbol americano en México iniciada como alternativa a la Liga de Fútbol Americano Profesional de México.
El equipo tuvo como socios fundadores a Enrique Villanueva, exjugador de los Aztecas de la UDLAP y actual director deportivo del equipo, y a Germán Pérez de Celis, quien se desempeña como presidente de los Tequileros.

### Temporada 2019
Para la temporada 2019, los Tequileros jugarán sus partidos como local en el Estadio Tres de Marzo, perteneciente a la Universidad Autónoma de Guadalajara. Aunque se ha considerado construir un estadio propio para el equipo.
Los Tequileros debutaron en el fútbol americano de México el 24 de febrero de 2019, con una derrota ante los Bulldogs de Naucalpan por marcador de 19–22.